# 防凍劑

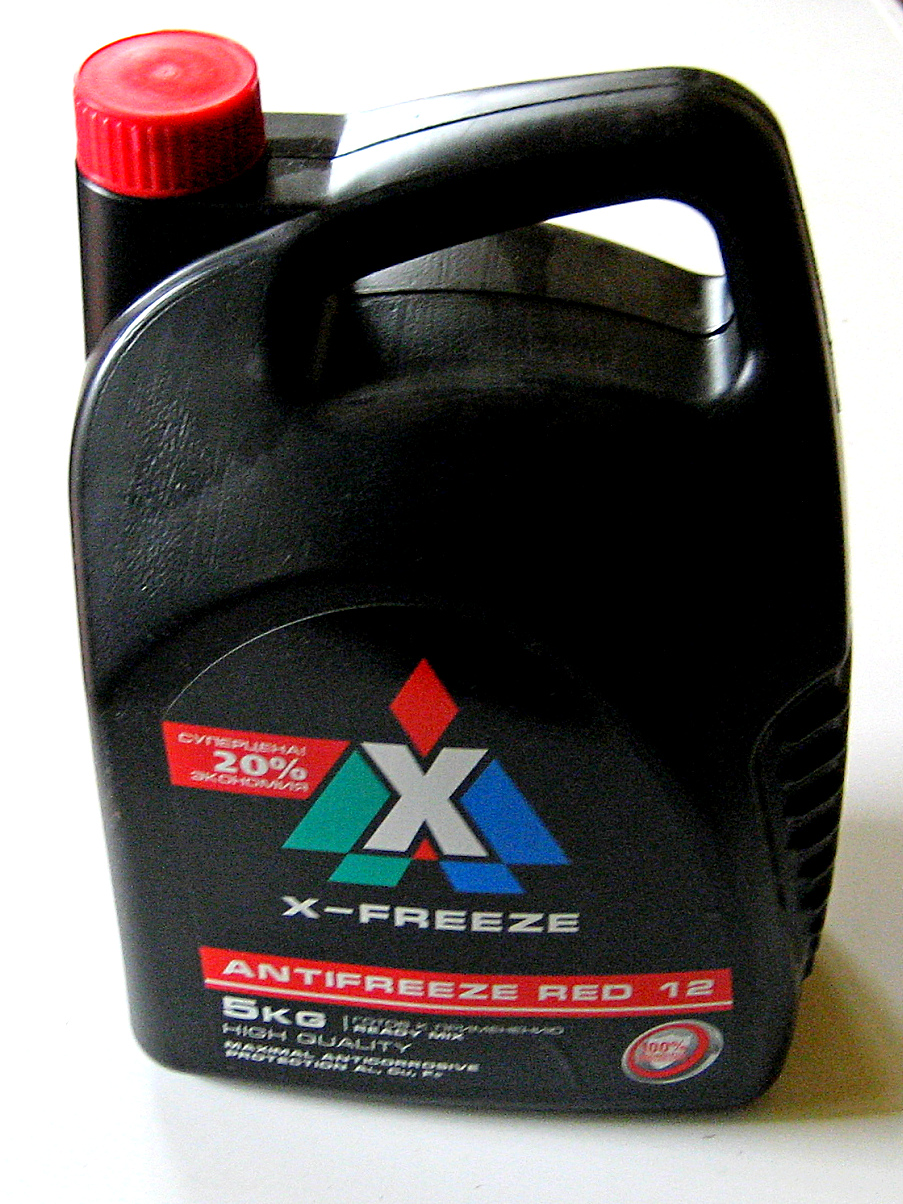
防凍劑

防凍劑，又稱阻凍劑、抗凍劑，是防止液體凝固或組成過大冰晶的物質。
在汽車上使用時，防凍劑除了要防止它們在高於引擎最低工作溫度的溫度凝固，兼防止冷卻系統的金屬生鏽。1930年代前，甲醇是最流行的防凍劑，可是它的熱容量和沸點都很低，而且時間一長，它的份量會因蒸發而漸漸減少。1937年，開始使用乙二醇，其沸點高，使得它取代甲醇，直到現在仍流行。其缺點是有毒。丙二醇是沒有毒性的防凍劑，它以甘油為原料。1980年代Jack Evans發現使用無水的防凍劑——乙二醇及丙二醇的混合液，其沸點超過攝氏180度。
冬天進行建築工程時常要在混凝土內加入防凍劑，在中國常為尿素和氨水，後果是氨氣會慢慢釋放出來。
二甲基亞碸、丙二醇是常用於生物的防凍劑。